# Charnizay
Charnizay is een gemeente in het Franse departement Indre-et-Loire (regio Centre-Val de Loire) en telt 489 inwoners (2006). De plaats maakt deel uit van het arrondissement Loches.

## Geografie
De oppervlakte van Charnizay bedraagt 50,6 km², de bevolkingsdichtheid is 10,3 inwoners per km².
De onderstaande kaart toont de ligging van Charnizay met de belangrijkste infrastructuur en aangrenzende gemeenten.

## Demografie
Onderstaande figuur toont het verloop van het inwonertal (bron: INSEE-tellingen).